# Neuilly-en-Vexin
 Neuilly-en-Vexin  es una población y comuna francesa, en la región de Isla de Francia, departamento de Valle del Oise, en el distrito de Pontoise y cantón de Marines.

## Demografía
| 142 | 132 | 143 | 178 | 183 | 210 |
| Para los censos de 1962 a 1999 la población legal corresponde a la población sin duplicidades (Fuente: INSEE [Consultar]) |     |     |     |     |     |